# Alexei Borodin
Alexei Mikhailovich Borodin (em russo:  Алексе́й Михайлович Бороди́н; Donetsk, 30 de junho de 1975) é um matemático russo, professor de matemática no Instituto de Tecnologia de Massachusetts.
Foi palestrante convidado do Congresso Internacional de Matemáticos em Hyderabad (2010). Foi palestrante plenário do Congresso Internacional de Matemáticos em Seul (2014).